# 1845 dans les chemins de fer
chronologie des chemins de fer
1844 dans les chemins de fer - 1845 - 1846 dans les chemins de fer

## Évènements
- .  France :   fondation de l'Imprimerie centrale des chemins de fer par Napoléon Chaix.

### Février
- 23 février.  France :   ordonnance du Roi portant autorisation de la Compagnie du chemin de fer de Paris à Sceaux.

### Avril
- 13 avril.  France :   ordonnance du Roi portant autorisation de la Compagnie du chemin de fer du Centre.
- 22 avril.  France :   ordonnance du Roi portant autorisation de la Compagnie d’exploitation du chemin de fer de Montpellier à Nîmes.

### Mai
- 16 mai.  France :   ordonnance du Roi portant autorisation de la Compagnie du chemin de fer d'Orléans à Bordeaux.
- 29 mai.  France :   ordonnance du Roi portant autorisation de la Compagnie du chemin de fer d'Amiens à Boulogne.
- 29 mai.  France :   ordonnance du Roi portant autorisation de la Compagnie du chemin de fer de Montereau à Troyes.

### Juin
- 4 juin.  Belgique :   arrêté royal portant autorisation de la Société des chemins de fer de la Flandre-Occidentale[1].

### Septembre
- 20 septembre.  France :   ordonnance du Roi portant autorisation de la Compagnie du chemin de fer du Nord.
- 22 septembre.  France :   ordonnance du Roi portant autorisation de la Compagnie du chemin de fer de Fampoux à Hazebrouck.

### Octobre
- 14 octobre.  France :   ordonnance du Roi portant autorisation de la Compagnie des chemins de fer de Dieppe et de Fécamp.

### Décembre
- 17 décembre.  France :   ordonnance du Roi portant autorisation de la Compagnie du chemin de fer de Paris à Strasbourg.
- 17 décembre.  France :   ordonnance du Roi portant autorisation de la Compagnie du chemin de fer de Tours à Nantes.
- 29 décembre.  France :   ordonnance du Roi approuvant l'adjudication de la concession du chemin de fer de Creil à Saint-Quentin aux concessionnaires de la Compagnie du chemin de fer du Nord.

## Anniversaire

### Naissances
- 24 juin. Belgique : Georges Nagelmackers, fondateur de la Compagnie des wagons-lits et des trains de luxe en Europe.
- 23 juillet. France : Albert Sartiaux[2], au Cateau-Cambrésis dans le département du Nord, il deviendra directeur d'exploitation de la compagnie des chemins de fer du Nord.
- 18 novembre. États-Unis : Edwin Winter (en)[3], futur président du Northern Pacific Railway et du Brooklyn Rapid Transit Company.

### Décès
- x

## Statistiques
- Le réseau de chemin de fer européen est de 9200 kilomètres, dont 4700 kilomètres en Angleterre (lignes pas encore exploitées incluses)[4].